# Крид, Мартин
Мартин Крид (Martin Creed; 1968, Уэйкфилд, Англия) — современный британский художник.

## Биография
Мартин Крид родился в Уэйкфилде, Англия, в 1968. Вырос в Глазго, Шотландия.
С 1986 по 1990 посещал Школу искусств Слейда в Лондоне.
В 1993 его работа, Work No. 81 (один квадратный дюйм маскирующей ленты в середине каждой стены в здании), была выставлена в офисах лондонской фирмы Starkmann Ltd. С тех пор у Крида прошли десятки персональных выставок в Европе и Америке, он участвовал во множестве групповых выставок по всему миру. Крид активно сотрудничает со многими британскими музеями (наиболее часто с галерей Hauser & Wirth), работая в жанрах живописи, инсталляции, также сочиняя музыку, которой он нередко сопровождает собственные выставки. 
В 2001 стал лауреатом Премии Тернера за инсталляцию «Свет включается и выключается». 
Художник живёт и работает в Лондоне.

## Творчество
Творчество Мартина Крида представляет собой интересный феномен британского искусства. Сталлабрасс  отмечает, что творчество Крида во многом стало постконцептуальным ответом на брит-арт первой половины 90-х: Крид обращается от провокации и китча в сторону нестандартного высказывания и иронии, предлагая свои произведения как моменты для размышлений зрителя.  Исследователи неоднозначно оценивают творчество Мартина Крида.   Ряд исследователей восторженно (или, по крайней мере, позитивно) относится к работам Крида – в частности, Джонатан Джонс представляет искусство Крида как некую передышку и игру, характеризуя его как «искусство хрупкое и мимолетное». Подшучивание и несерьезность обозначаются как основные черты творчества Крида именно в позитивном ключе – как то, что располагает зрителя, заманивает его, одновременно представляя собой внешне вполне бытовые вещи, вещи «ordinary like love and loss» .   Вторит Джонсу и Андерсон Хефзибан, обозначая творчество Крида как «передышку от тяжелых практик мира искусства», «освежающую буквальность». Также критик отмечает, что в основе творчества Крида заложено экспериментирование и вопрошание, в связи с чем многие его работы, повторяющие сами себя или входящие в одну серию стоит воспринимать как «тавтологию» (по предложению критика Лори Вакмен). Вместе с тем, творчество Крида как вопрошание есть вопрошание риторическое, без ожидания немедленного ответа и без придания ему важности. Хефзибан, так же, как и Джонс, подчеркивает бытовую укорененность творчества Крида ( «seeing things in reality»).   Рейчел Кэмбэлл-Джонсон отмечает одну из основных черт творчества Крида – отсутствие стабильной интерпретации, что позволяет оценивать работу одновременно как полную смыслом и не значащую ничего. 
Искусство Мартина Крида характеризуется юмором и минимализмом. 
Обращенность к зрителю и взаимодействие с ним, допущение зрительской интерпретации также является одной из характерных черт творчества Крида: так, художник практически всегда (за исключением музыкальных работ) называет свои произведения, просто нумеруя их, и таким образом предоставляя зрителю самому решить, как назвать то или иное произведение, и о чем оно. (Правда, нумерация у него начинается с цифры три, на 2018 год Крид создал уже более трех тысяч работ, учитывая инсталляции, перформансы, полотна и музыкальные произведения). Более того, минимализм в названии работ подчеркивает отношение художника к каждому своему произведению как самостоятельному объекту, не отсылающему к предыдущим произведениям ни самого Крида, ни какого-либо другого художника. 
Крид словно бы предлагает зрителю быть чуть проще, не оставляя при этом своеобразной интеллектуальной игры, но не обращаясь к глубинным смыслам и философским учениям (сам Крид замечает по этому поводу: «Я хочу делать вещи глупые, которые будут контрастировать с тем, что находится вокруг»)
Концептуальные работы Мартина Крида как правило не имеют материальной ценности, но вместе с тем узнаваемы и могут быть визуально впечатляющими. Как, например, его известная работа Work No.200, (1998), которая представляла собой белые воздушные шары наполовину заполнявшие пространство галереи. 
Центральная тема творчества Крида — природа искусства, отношения между искусством и реальностью. Его работа Work No.232, установленная на фасаде Tate Britain в 2000, представляла собой уравнение, написанное синим неоном[прояснить] «весь мир + работа = весь мир».
Крид выбирает совершенно различный художественный материал: наравне с традиционными, он использует деревянные изделия, бумагу, мусор, стулья, музыку и даже профессиональных бегунов. 
Творчество Крида довольно эклектично: в его живописных работах и инсталляциях сочетаются стили и художественные техники различный течений модернизма и современного искусства: портретные работы Крида отсылают к примитивистским произведениям Анри Руссо (например, «Work No.2146» или «Work No.2228»); абстрактные полотна («Work No.2347», «Work No.2157», «Work No.1288», «Work No.992») обыгрывают техники Марка Ротко или Пита Мондриана или Ива Кляйна; в то же время инсталляции Крида отсылают к световым работам Джозефа Кошута, скульптурам Пола Индианы и ассамбляжам Армана («Work No.2325», «Work No.567», «Work No.925», «Work No.2704»). 
В 2001 Мартин Крид получил престижную Премию Тернера за работу The lights going on and off. Как это выглядит можно посмотреть на видео: Работа №227 на YouTube
2008 был отмечен перформансом Work No. 850, во время которого спортсмен пробегал через Tate Britain каждые 30 секунд каждый день четыре с половиной месяца. А также большой выставкой работ художника в Ikon Gallery, Бирмингем, которая затем была показана в Японии, Сеуле и Перу.

## Персональные выставки
| - 2009 Hiromi Yoshii Gallery, Токио - 2009 ‘Work No. 245’, Centre Pompidou-Metz, Франция - 2008 Ikon Gallery, Бирмингем; Hiroshima City Museum of Contemporary Art, Хиросима; Artsonje Center, Сеул; MALI Museo de Arte de Lima - 2008 Gavin Brown’s enterprise, Нью-Йорк - 2008 Tate Britain, ‘Duveens Commission’, Лондон - 2008 Galeria Lorcan O’Neill, Рим - 2007 The Douglas Hyde Gallery, Дублин - 2007 Galleria Alberto Peola, Турин - 2007 ‘The lights going on and off’, Mills Gallery, Boston Center for the Arts, Бостон - 2007 508 West 25th Street, ‘Small Things’, Нью-Йорк - 2007 Hauser & Wirth London, Coppermill, Лондон - 2007 Hessel Museum of Art and CCS Galleries, Bard College, ‘Feelings’, Аннандаль - 2007 Sorry we’re closed, Rue de la Régence, ‘Dogs’, Брюссель - 2007 Abrons Art Center, ‘MARTIN CREED’s Variety Show’, Нью-Йорк - 2006 Old Boy’s Theatre,‘MARTIN CREED’s Variety Show’, Крайстчерч, Новая Зеландия - 2006 Tate Modern, ‘MARTIN CREED’s Variety Show’, Лондон - 2006 Michael Lett Gallery, Окленд - 2006 MC, ‘Big Dogs’, Лос-Анджелес - 2006 The Wrong Gallery @ Tate Modern, Лондон - 2006 Johnen Galerie, ‘Work No. 547’, Берлин - 2006 ‘I like things’, Fondazione Nicola Trussardi, Милан - 2006 Haubrokshows, ‘The lights off’, Берлин - 2006 Hauser & Wirth Zürich, Цюрих - 2006 Curzon Mayfair, ‘Sick Film’, Лондон - 2006 All the bells in a city or town rung as quickly and as loudly as possible for three minutes, Сан-Хуан | - 2005 Graves Art Gallery, Шеффилд - 2005 Ikon Gallery, ‘Work No. 409’, Бирмингем - 2005 Van Abbe Museum, Эйндховен - 2005 Kunst-Station Sankt Peter, ‘Lachen’, Кёльн - 2005 ACCA Melbourne, ‘The lights off’, Мельбурн - 2005 Galerie Rüdiger Schöttle, Мюнхен - 2005 Comptoir de Nylon, ‘The lights going on and off’, Брюссель - 2005 Gavin Brown’s enterprise, Нью-Йорк - 2004 Johnen Galerie, ‘Work No. 360’, Берлин - 2004 Hauser & Wirth London, Piccadilly, Лондон - 2004 Galerie Emmanuel Perrotin, ‘Work No. 330’, Париж - 2004 ‘the whole world + the work = the whole world’, Centre for Contemporary Art, Udjadowski Castle, Варшава - 2004 Centre for Contemporary Art, ‘TWG@CCA’, Китакюсю - 2003 Kunsthalle Bern, Берн - 2003 Frac Languedoc-Roussillon, ‘Beaucoup de bruit pour rien’, Монпелье - 2003 Gavin Brown’s enterprise, ‘Work No. 300’, Нью-Йорк - 2003 The British School, ‘Work No. 289’, Рим - 2003 Galerie Analix Forever, ‘Small Things’, Женева - 2002 Alberto Peola Arte Contemporanea, ‘A large piece of furniture partially obstructing a door’, Турин - 2002 The Wrong Gallery, Нью-Йорк - 2001 Johnen & Schöttle, ‘The lights off’, Кёльн - 2001 Galerie Rüdiger Schöttle (with Anri Sala), Мюнхен - 2001 Hamilton Art Gallery, Гамильтон - 2001 Micromuseum for Contemporary Art, ‘Work No. 265’, Палермо - 2000 Camden Arts Centre, ‘MARTIN CREED Works’, Лондон - 2000 Kunst-Station Sankt Peter, ‘Work No. 252’, Кёльн | - 2000 Arte Continua, ‘Arte all ‘Arte’, Сан-Джиминьяно - 2000 Tate Britain, ‘Art Now: MARTIN CREED’, Лондон - 2000 Gavin Brown’s enterprise, ‘The lights going on and off’, Нью-Йорк - 2000 Times Square, ‘Work No. 225’ (Project of the Public Art Fund), Нью-Йорк - 2000 Southampton City Art Gallery, ‘MARTIN CREED Works’, Саутгемптон; Leeds City Art Gallery, Лидс; Bluecoat Gallery, Ливерпуль - 2000 Times Square / 42nd Street, ‘Work No. 225’ Нью-Йорк - 2000 Tate Britain, ‘Work No. 232: the whole world + the work = the whole world’, Лондон - 1999 Marc Foxx Gallery, Лос-Анджелес - 1999 Art Metropole, Торонто - 1999 Praz-Delavallade, Париж - 1999 Cabinet Gallery, Лондон - 1999 The Portico, ‘Work No. 203’, Лондон - 1999 Space 1999, ‘Work No. 160’, Лондон - 1999 Alberto Peola Arte Contemporanea, Турин - 1998 Galerie Analix B & L Polla, Женева - 1997 Galleria Paolo Vitolo, Милан - 1997 Victoria Miro Gallery, Лондон - 1997 The British School, Рим - 1995 Galerie Analix B & L Polla, Женева - 1995 Galleria Paolo Vitolo, Милан - 1995 Camden Arts Centre, Лондон - 1995 Javier Lopez Gallery, Лондон - 1994 Cubitt Gallery, Лондон - 1994 Marc Jancou Gallery, Лондон - 1993 Starkmann Limited, ‘Work No. 78’, Лондон |